# Anonymous Noise
Anonymous Noise (覆面系ノイズ?, Fukumenkei noizu) è un manga scritto e disegnato da Ryōko Fukuyama, serializzato sull'Hana to yume di Hakusensha dal 20 aprile 2013. Un adattamento anime, prodotto da Brain's Base e acquistato in Italia da Yamato Video, è stato trasmesso in Giappone tra l'11 aprile e il 27 giugno 2017, mentre un film live action basato sulla serie è uscito il 25 novembre 2017.

## Trama
Nino Arisugawa è una ragazza che ama il canto e ha una voce incantevole. Ha sperimentato due strazianti separazioni nella sua infanzia: una col suo primo amore Momo, che si allontanò; l'altra con Yuzu, giovane compositore con il quale fece amicizia. Tutti e due le promisero da bambini che l'avrebbero ritrovata un giorno attraverso il suo canto. Credendo fermamente in quella promessa, Nino continua a cantare.
Sei anni dopo, i tre sono al liceo e Nino si riunisce con Yuzu cercando di rivedere anche Momo. Yuzu è un membro della band mascherata "in NO hurry to shout;" e siccome ama Nino le chiede di diventare la loro cantante per aiutarla a raggiungere Momo. Nino si sforza di migliorare le sue capacità di canto nel tentativo di richiamare l'attenzione di Momo che è ora un compositore professionista. Si verrà a creare dunque un triangolo amoroso immerso nella musica.

## Personaggi
Nino Arisugawa (有栖川 仁乃?, Arisugawa Nino)
Doppiata da: Saori Hayami.
Nino ha 16 anni ed è una ragazza ingenua con un talento innato per il canto. Indossa una mascherina per proteggere la sua voce. Aveva un vicino di casa di nome Momo, a cui era molto legata e di cui era innamorata ed insieme cantavano la canzoncina "Twinkle star" (Brilla brilla stellina). In spiaggia conoscerà Yuzu che la soprannomerà "Alice" (アリス). Lei si confida con lui e le racconta di Momo (pensava che fosse la sua migliore amica) ma nel momento in cui scoprirà che in realtà era innamorata di lui, Yuzu si allontanerà da lei. Lo incontrerà alle superiori dove la farà diventare cantante degli "In NO hurry to shout;" band da lei amata e grazie a lui imparerà anche a suonare la chitarra.
Kanade Yuzuriha (杠 花奏?, Yuzuriha Kanade)
Doppiato da: Miyuki Sawashiro (drama-CD), Daiki Yamashita da grande e Rie Takahashi da bambino (anime).
Detto Yuzu, ha 17 anni ed è bassino. Beve molto latte con la speranza di diventare più alto. Ha delle grosse ciglia, quindi viene soprannominato "ciglione". Da piccolo si presume fosse molto bravo nel canto ma a causa di una malattia smise di cantare. Durante la storia conoscerà Nino, che considererà la sua "voce", e ella canterà un brano che Yuzu le dedicò scrivendolo sulla sabbia. Col tempo si innamorerà di Nino, ma non essendo ricambiato se ne allontanerà. Si rincontreranno a scuola, dove inizialmente la eviterà ma finirà per divenire suo amico e la sosterrà tutte le volte che Momo la farà piangere. Yuzu farà amicizia anche con Momo, almeno fino alla scoperta che egli sia effettivamente "quel Momo", che li renderà rivali sia in musica che in amore, tuttavia rinuncerà all'amore per Nino (seppur non del tutto). Nei "in NO hurry to shout;" è il chitarrista e si presume il fondatore. Il rapporto con sua madre non é granché poiché lei non vuole che Yuzu suoni o componga, sostenendo che la musica sia male per lui. Tuttavia ella si ricrederà scoprendo il suo talento. All'inizio non lo ammetterà ma alla fine gli sarà vicina soprattutto nei suoi momenti di sconforto.
Momo Sasaki (モモ?)
Doppiato da: Kōki Uchiyama da grande e Tomo Muranaka da bambino.
Momo ha 17 anni, è alto e porta gli occhiali. Da piccolo era molto amico con Nino, la quale se ne innamorò e si stava per dichiarare quando egli fu costretto a traslocare repentinamente per via dei debiti di sua madre. Prima di andare a letto cantavano "Twinkle star". Lui non si è mai dato pace e ha incominciato a lavorare come chitarrista cantante di strada. Venne notato da un grosso della musica, (anche se non eccelleva nel canto era un capace musicista). Momo farà fama divenendo il chitarrista dei Chat noir e lavorando come compositore. Infatti il suo sogno è diventare compositore di Nino ma soprattutto di averla tutta per sé anche se chiaramente lei sarebbe costretta ad abbandonare gli "in NO hurry to shout;" che sono diventati ormai casa sua, all'inizio sarà sfuggente nei suoi confronti per via di un segreto che non vuole svelarle. Farà amicizia con Yuzu soprannominandolo "Ciglione" ma alla fine diverranno rivali.
Yoshito Haruno (悠埜 佳斗?, Haruno Yoshito)
Doppiato da: Daisuke Ono
Il componente più maturo degli "in NO hurry to shout;" è il secondo chitarrista; innamorato di Miou è malizioso ma apprensivo per lei.
Miou Suguri (珠久里 深桜 ?, Suguri Miō)
Doppiata da: Ayahi Takagaki
Ex componente degli "in NO hurry to shout;" che verrà sostituita da Nino, innamorata di Yuzu, il quale le regalerà gli orecchini che poi getterà in mare. Inizialmente avranno un rapporto di odio ma si convincerà che Nino sia nata per essere parte dei No Hurry ed alla fine diverranno amiche. Diventerà la cantante dei Chat Noir e prenderà una cotta segretamente per Yoshito.
Ayumi Kurose (黒瀬 歩 ?, Kurose Ayumi)
Doppiato da: Ken'ichi Suzumura (drama-CD), Jun Fukuyama (anime)
Componente dei "in NO hurry to shout;", loro batterista molto infantile e scherzoso tuttavia non si sa molto di lui...

## Media

### Manga
Il manga, scritto e disegnato da Ryōko Fukuyama, ha iniziato la serializzazione sulla rivista Hana to yume di Hakusensha il 20 aprile 2013. Il primo volume tankōbon è stato pubblicato il 18 ottobre 2013 e al 19 dicembre 2018 ne sono stati messi in vendita in tutto diciassette. In America del Nord i diritti sono stati acquistati da Viz Media.

#### Volumi
| Nº | Data di prima pubblicazione                | Data di prima pubblicazione                                                              | Data di prima pubblicazione |
| Nº | Giapponese                                 | Giapponese                                                                               |                             |
| -- | ------------------------------------------ | ---------------------------------------------------------------------------------------- | --------------------------- |
| 1  | 18 ottobre 2013                            | ISBN 978-4-592-21301-7                                                                   |                             |
| 2  | 20 febbraio 2014                           | ISBN 978-4-592-21302-4                                                                   |                             |
| 3  | 20 giugno 2014                             | ISBN 978-4-592-21303-1                                                                   |                             |
| 4  | 20 ottobre 2014                            | ISBN 978-4-592-21304-8                                                                   |                             |
| 5  | 20 gennaio 2015                            | ISBN 978-4-592-21305-5                                                                   |                             |
| 6  | 17 luglio 2015                             | ISBN 978-4-592-21306-2                                                                   |                             |
| 7  | 20 ottobre 2015                            | ISBN 978-4-592-21307-9                                                                   |                             |
| 8  | 20 gennaio 2016                            | ISBN 978-4-592-21308-6                                                                   |                             |
| 9  | 20 aprile 2016                             | ISBN 978-4-592-21309-3                                                                   |                             |
| 10 | 19 agosto 2016                             | ISBN 978-4-592-21310-9                                                                   |                             |
| 11 | 20 dicembre 2016                           | ISBN 978-4-592-21611-7                                                                   |                             |
| 12 | 20 marzo 2017                              | ISBN 978-4-592-21612-4                                                                   |                             |
| 13 | 20 giugno 2017 (ed. regolare & limitata)   | ISBN 978-4-592-21613-1 (ed. regolare) ISBN 978-4-592-10575-6 (ed. limitata con drama-CD) |                             |
| 14 | 20 novembre 2017 (ed. regolare & limitata) | ISBN 978-4-592-21614-8 (ed. regolare) ISBN 978-4-592-10582-4 (ed. limitata con drama-CD) |                             |
| 15 | 20 marzo 2018 (ed. regolare & limitata)    | ISBN 978-4-592-21615-5 (ed. regolare) ISBN 978-4-592-10590-9 (ed. limitata con drama-CD) |                             |
| 16 | 20 agosto 2018                             | ISBN 978-4-592-21616-2                                                                   |                             |
| 17 | 19 dicembre 2018                           | ISBN 978-4-592-21617-9                                                                   |                             |
| 18 | 20 marzo 2019                              | ISBN 978-4-592-21618-6                                                                   |                             |

### Anime
Annunciato il 20 aprile 2016 sulla rivista Hana to yume di Hakusensha, un adattamento anime, prodotto da Brain's Base e diretto da Hideya Takahashi, è andato in onda dall'11 aprile al 27 giugno 2017. Le sigle di apertura e chiusura sono rispettivamente High School (ハイスクール?, Hai Sukūru) e Allegro (アレグロ?, Areguro), entrambe interpretate da Saori Hayami come parte della band dell'anime "in NO hurry to shout". In Italia gli episodi sono stati trasmessi in streaming in simulcast da Yamato Video su YouTube, e poi trasmesso su Man-ga. In altre parti del mondo i diritti sono stati acquistati da Sentai Filmworks, Anime Limited e Crunchyroll.

#### Episodi
| Nº | Titolo italiano Giapponese 「Kanji」 - Rōmaji | In onda        | In onda |
| Nº | Titolo italiano Giapponese 「Kanji」 - Rōmaji | Giapponese     |         |
| 1  | Noi nascondiamo il nostro vero animo 「ぼくたちは、ほんとのこころを、かくしてる」 - Bokutachi wa, honto no kokoro o, kakushiteru                                                                                            | 11 aprile 2017 |         |
| 2  | Dio, fa' che l'amore di Alice rimanga per sempre non corrisposto 「かみさま、アリスのこいが、えいえんにかないませんように」 - Kamisama, Arisu no koi ga, eien ni kanaimasen yō ni                                           | 18 aprile 2017 |         |
| 3  | Ad ogni costo, adesso 「どうしても、いますぐ」 - Dōshitemo, ima sugu | 25 aprile 2017 |         |
| 4  | Noi che nascondiamo il nostro vero animo, quel giorno ci siamo tenuti per mano 「ほんとのこころをかくしたぼくらは、こうしてあのひ、てをくんだんだ」 - Honto no kokoro o kakushita bokura wa, kōshite ano hi, te o kundan da | 2 maggio 2017  |         |
| 5  | Anche se ho vissuto senza vedere quel tuo sorriso 「きみのあんな笑顔、みなくてすんだのに」 - Kimi no anna egao, minakute sun da no ni                                                                                       | 9 maggio 2017  |         |
| 6  | Sia oggi che domani, camminerò 「今日も明日も、歩く」 - Kyō mo ashita mo, aruku | 16 maggio 2017 |         |
| 7  | Finalmente i nostri sguardi si sono incrociati 「ぼくらの視線はようやく、交差したんだ」 - Bokura no shisen wa yōyaku, kōsa shitan da                                                                                        | 23 maggio 2017 |         |
| 8  | Diventerò ad ogni costo un tuo amico 「きみのともだちになるって、ぜったい、なってみせるって」 - Kimi no tomodachi ni naru tte, zettai, natte miseru tte                                                                     | 30 maggio 2017 |         |
| 9  | E poi abbiamo corso, verso quell'estate 「そうして、ぼくらははしりだした、あの夏をめざして」 - Sōshite, bokura wa hashiridashita, ano natsu o mezashite                                                                     | 6 giugno 2017  |         |
| 10 | Sono stato io ad accendere il fuoco in Alice 「アリスに火をつけたのは、ぼくだった」 - Arisu ni hi o tsuketa no wa, boku datta                                                                                               | 13 giugno 2017 |         |
| 11 | Dopo oggi, non voglio più separarmi da tutti voi 「全員ここから、離れられなくしてやる」 - Zen'in koko kara, hanarerarenaku shiteyaru                                                                                        | 20 giugno 2017 |         |
| 12 | Ti prego, fa' che lo raggiunga 「とどきますように」 - Todokimasu yō ni | 27 giugno 2017 |         |

### Live action
Un film live action basato sulla serie è stato prodotto a partire da novembre 2016. Il lungometraggio, diretto da Kōichirō Miki e sceneggiato da Rie Yokota, debutterà nelle sale cinematografiche giapponesi il 25 novembre 2017. I ruoli dei tre protagonisti Nino, Kanade e Momo sono interpretati rispettivamente da Ayami Nakajō, Jun Shison e Yūta Koseki.